# Brachychampsa
Brachychampsa (Брахікампса) — вимерлий рід алігатороїдів, можливо, базальний кайман. Повідомлялося про екземпляри з Нью-Мексико, Колорадо, Вайомінгу, Монтани, Північної та Південної Дакоти, Нью-Джерсі та Саскачевану, хоча лише з Монтани, Юти та Нью-Мексико базуються на матеріалі, достатньому для виправдання направлення. Повідомлялося про один зразок із формації Дарбаса в Казахстані, хоча видовий статус скам'янілості невизначений. Рід вперше з'явився на пізньому кампанському ярусі пізньої крейди і вимер під час пізнього маастрихтського ярусу крейдяного періоду. Brachychampsa вирізняється збільшеним п'ятим верхньощелепним зубом на верхній щелепі.

## Галерея

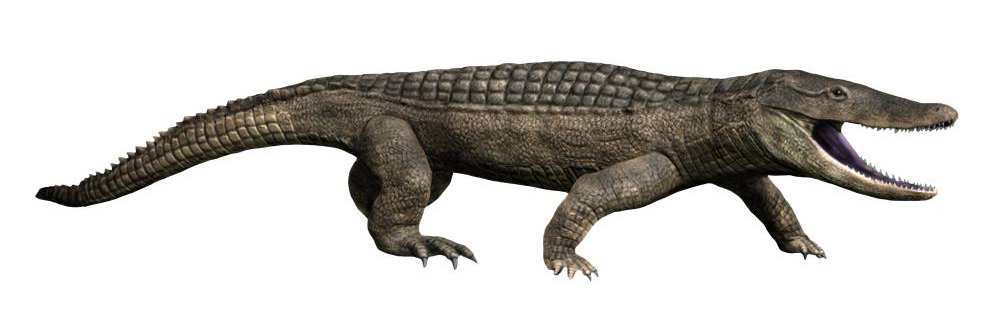
Реконструкція
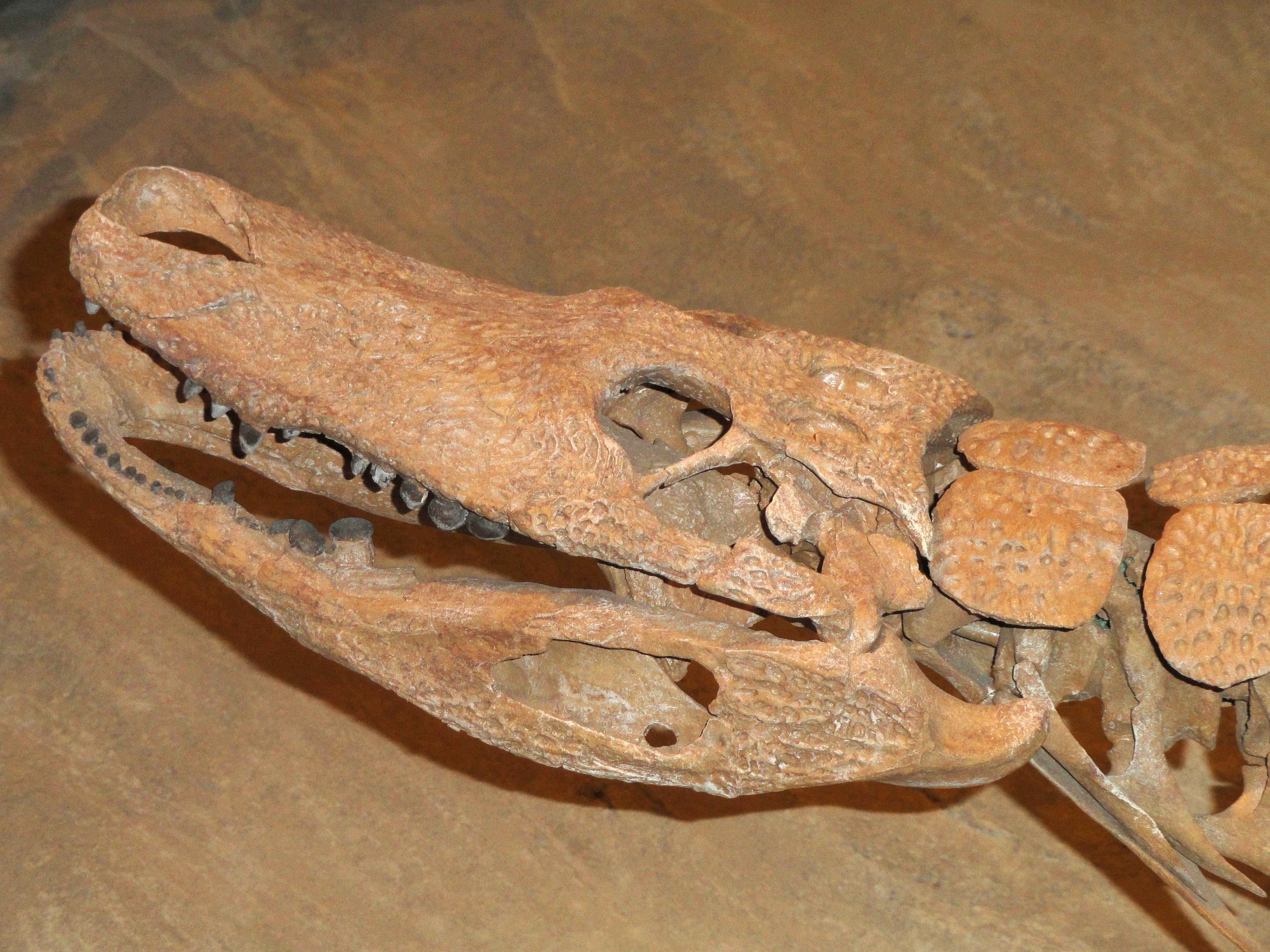
Череп